# فنر رقاصک

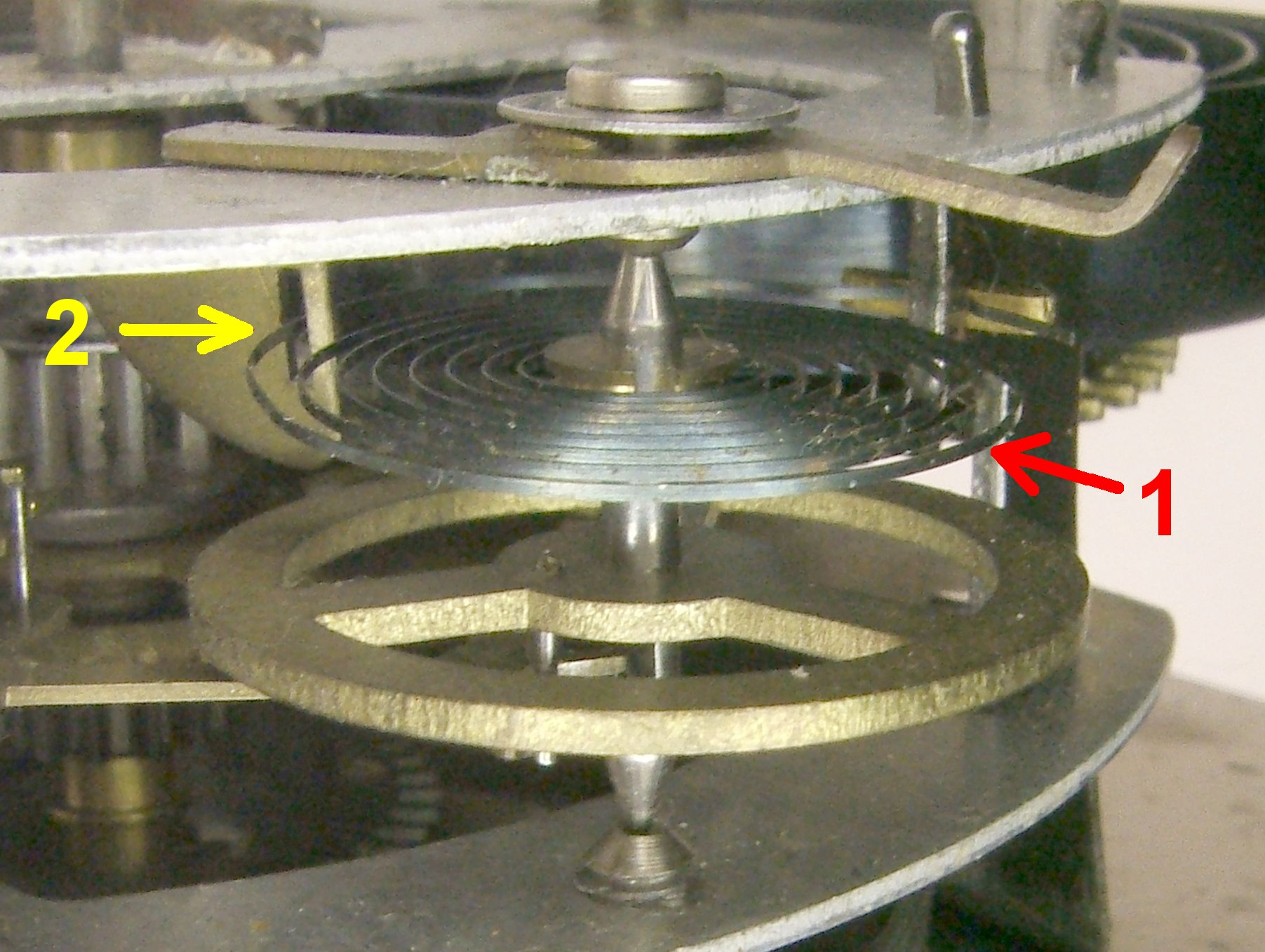
فنر رقاصک یک ساعت زنگدار دهه ۱۹۵۰، نشان‌دهنده (۱) فنر رقاصک و (۲) تنظیم‌کننده.

فنر رقاصک فعال در یک ساعت دیواری، نشان‌دهنده حرکت فنر رقاصک "(در مرکز بالا)

فنر رَقّاصَک (انگلیسی: Balance spring) یا فنر مویی (hairspring) فنری است که به رقاصک در ساعت‌های مکانیکی متصل می‌شود. این فنر باعث می‌شود تا رقاصک با فرکانس تشدید (رزونانس) خاصی نوسان کند که سرعت چرخش چرخ‌دنده‌های ساعت را کنترل می‌کند، و در نتیجه سرعت حرکت عقربه‌ها را تعیین می‌کند. معمولاً یک اهرم تنظیم نیز وجود دارد که می‌تواند طول آزاد فنر را تغییر داده و در نتیجه زمان‌سنجی ساعت را تنظیم کند.
فنر رقاصک، یک فنر پیچشی مارپیچی یا حلزونی بسیار ظریف است که در ساعت‌های مکانیکی، ساعت‌های زنگدار، زمان‌سنج‌های آشپزخانه، کرونومترهای دریایی و دیگر ابزارهای زمان‌سنجی برای کنترل نرخ نوسان رقاصک استفاده می‌شود. این فنر یک جزء ضروری برای رقاصک است و باعث می‌شود تا عقب و جلو نوسان کند. فنر رقاصک و رقاصک با هم یک نوسانگر هماهنگ را تشکیل می‌دهند که با یک دوره یا «ضربان» دقیق نوسان می‌کند و در برابر اختلالات خارجی مقاومت کرده و مسئول دقت زمان‌سنجی است.
اضافه شدن فنر رقاصک به رقاصک در حدود سال ۱۶۵۷ توسط رابرت هوک و کریستیان هویگنس دقت ساعت‌های قابل حمل را به شدت افزایش داد و ساعت‌های جیبی اولیه را از نوآوری‌های گران‌قیمت به زمان‌سنج‌های مفید تبدیل کرد. پیشرفت‌های فنر رقاصک مسئول افزایش بیشتر دقت در طول زمان بوده‌اند. فنرهای رقاصک مدرن از آلیاژهای مخصوص با ضریب دمایی پایین مانند نیواروکس ساخته می‌شوند تا اثر تغییرات دما بر روی سرعت را کاهش دهند و به دقت شکل داده می‌شوند تا اثر تغییرات نیروی محرکه را در هنگام کم شدن نیروی فنر اصلی به حداقل برسانند. قبل از دهه ۱۹۸۰، چرخ‌ها و فنرهای تعادل تقریباً در هر دستگاه زمان‌سنجی قابل حملی استفاده می‌شدند، اما در دهه‌های اخیر فناوری زمان‌سنجی کوارتز الکترونیکی جایگزین ساعت‌های مکانیکی شده است و استفاده اصلی فنرهای تعادل در ساعت‌های مکانیکی است.

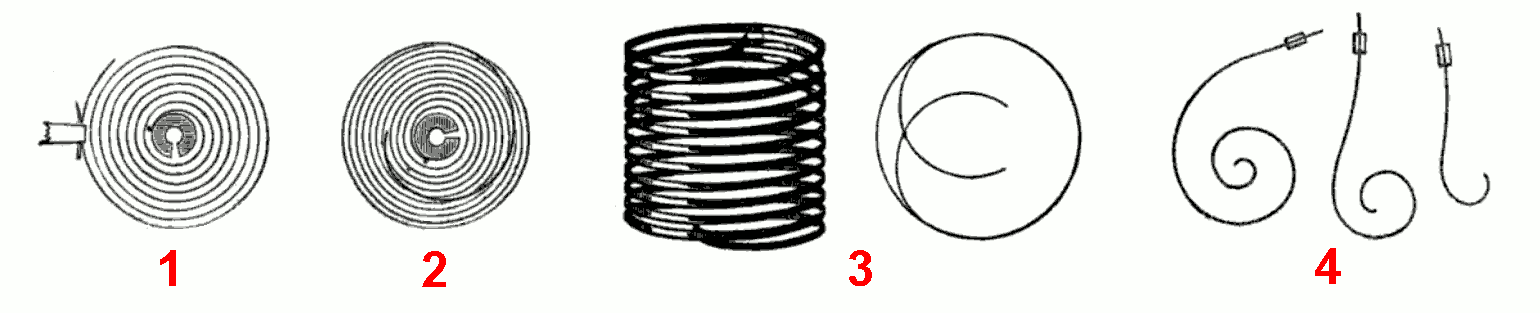
انواع فنرهای رقاصک:.

1. مارپیچ مسطح
2. حلقه برگو
3. مارپیچ زمان‌سنج[۲] نشان‌دهنده انتهای منحنی،
4. فنرهای رقاصک اولیه

## تاریخچه

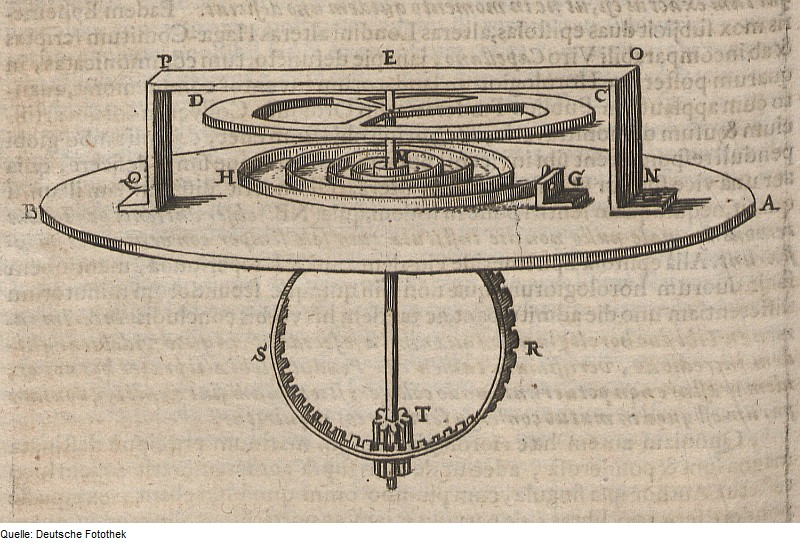
طراحی یکی از اولین فنرهای رقاصک، متصل به یک رقاصک، توسط کریستیان هویگنس.

اختلاف نظرهایی وجود دارد که آیا فنر رقاصک در حدود سال ۱۶۶۰ توسط فیزیکدان بریتانیایی رابرت هوک یا دانشمند هلندی کریستیان هویگنس اختراع شده است، با این احتمال که هوک اولین کسی بود که این ایده را داشت، اما هویگنس اولین ساعت مچی کاربردی را که از فنر رقاصک استفاده می‌کرد، ساخت. قبل از آن زمان، از رقاصک‌ها یا چرخ‌دنگ‌های میله‌ای بدون فنر در ساعت‌ها استفاده می‌شد، اما آنها به نوسانات نیروی محرکه بسیار حساس بودند و باعث می‌شدند که ساعت با باز شدن فنر اصلی کند شود. معرفی فنر رقاصک باعث افزایش عظیم دقت ساعت‌های جیبی شد، از شاید چندین ساعت در روز به ۱۰ دقیقه در روز، و آنها را برای اولین بار به زمان‌سنج‌های مفید تبدیل کرد. اولین فنرهای رقاصک فقط چند دور داشتند.
چند ساعت اولیه دارای تنظیم کننده بارو بودند که از یک محرک حلزونی استفاده می‌کرد، اما اولین تنظیم کننده پرکاربرد توسط توماس تامپیون در حدود سال ۱۶۸۰ اختراع شد. در تنظیم کننده تامپیون، پین‌های مهار بر روی یک قفسه دندانه‌دار نیم دایره‌ای نصب شده بودند که با جا دادن یک کلید به یک چرخ دنده و چرخاندن آن تنظیم می‌شد. تنظیم کننده مدرن، یک اهرم که به صورت هم مرکز با چرخ رقاصک می‌چرخد، توسط جوزف بازلی در سال ۱۷۵۵ ثبت اختراع شد، اما تا اوایل قرن نوزدهم جایگزین تنظیم کننده تامپیون نشد.

## تنظیم‌کننده
برای تنظیم سرعت، فنر رقاصک معمولاً یک تنظیم‌کننده دارد. تنظیم‌کننده یک اهرم متحرک است که روی پل یا پایه رقاصک نصب شده و هم‌محور با رقاصک می‌چرخد. در یک سر تنظیم‌کننده، یک شکاف باریک توسط دو پین رو به پایین به نام پین‌های مهار یا توسط یک پین (خار) مهار و یک پین با بخش سنگین‌تر به نام بوت ایجاد می‌شود. انتهای دور خارجی فنر رقاصک در یک گل‌میخ ثابت شده که به پایه رقاصک متصل است. سپس دور خارجی فنر از شکاف تنظیم کننده عبور می‌کند. قسمت فنر بین گل‌میخ و شکاف ثابت نگه داشته می‌شود، بنابراین موقعیت شکاف طول آزاد فنر را کنترل می‌کند. حرکت تنظیم‌کننده، شکاف را در امتداد دور خارجی فنر می‌لغزاند و طول مؤثر آن را تغییر می‌دهد. دور کردن شکاف از گل میخ، فنر را کوتاه‌تر می‌کند، آن را سفت‌تر می‌کند، نرخ نوسان رقاصک را افزایش می‌دهد و باعث می‌شود زمان‌سنج زمان را سریعتر نشان دهد.
تنظیم‌کننده کمی در حرکت فنر اختلال ایجاد می‌کند و باعث عدم دقت می‌شود، بنابراین ساعت‌های دقیق مانند زمان‌سنج‌های دریایی و برخی از ساعت‌های سطح بالا فنر آزاد دارند، به این معنی که تنظیم کننده ندارند. در عوض، سرعت آنها توسط پیچ‌های زمان‌بندی روی چرخ رقاصک تنظیم می‌شود.
دو نوع اصلی تنظیم‌کننده فنر رقاصک وجود دارد:
- تنظیم کننده تامپیون: که در آن پین‌های مهار بر روی یک قفسه دندانه‌دار نصب می‌شوند که توسط یک چرخ دنده کوچک حرکت می‌کند. چرخ دنده کوچک معمولاً به یک دیسک نقره‌ای یا فولادی مدرج مجهز می‌شود.
- تنظیم کننده بازلی: همان‌طور که در بالا توضیح داده شد، پین‌ها بر روی یک اهرم که هم‌محور با رقاصک می‌چرخد، نصب می‌شوند و انتهای اهرم را می‌توان روی یک مقیاس مدرج حرکت داد. چندین نوع مختلف وجود دارد که دقت حرکت اهرم را بهبود می‌بخشد، از جمله تنظیم کننده حلزونی، که در آن اهرم در مقابل یک بادامک با نیمرخ مارپیچی که می‌توان آن را چرخاند، فنر می‌شود، میکرومتر، که در آن اهرم توسط یک چرخ‌دنده حلزونی حرکت می‌کند، و تنظیم‌کننده گردن قو یا نی که در آن موقعیت اهرم توسط یک پیچ ظریف تنظیم می‌شود، اهرم توسط یک فنر به شکل گردن قو منحنی در تماس با پیچ نگه داشته می‌شود. این توسط جورج پی. رید آمریکایی اختراع و ثبت شد (شماره ثبت اختراع ایالات متحده ۶۱۸۶۷ مورخ ۵ فوریه ۱۸۶۷).

همچنین یک تنظیم‌کننده موی خوک یا موی گراز وجود دارد که در آن الیاف سفت در انتهای قوس رقاصک قرار می‌گیرند و قبل از اینکه آن را به عقب پرتاب کنند، به آرامی آن را متوقف می‌کنند. با کوتاه شدن قوس، ساعت سریعتر کار می‌کند. این یک تنظیم کننده فنر رقاصک نیست، و در اولین ساعت‌ها قبل از اختراع فنر رقاصک استفاده می‌شد.
همچنین یک تنظیم‌کننده بارو وجود دارد، اما این در واقع اولین مورد از دو روش اصلی برای ایجاد «تنش تنظیم» فنر اصلی است. که برای نگه داشتن زنجیر فیوز در حالت کشش مورد نیاز است اما برای به حرکت درآوردن ساعت کافی نیست. ساعت‌های ورگ را می‌توان با تنظیم کشش تنظیم کرد، اما اگر هر یک از تنظیم‌کننده‌های توضیح داده شده قبلی وجود داشته باشد، معمولاً این کار انجام نمی‌شود.

## جنس فنر
مواد مختلفی برای فنرهای رقاصک استفاده شده است. در اوایل، از فولاد استفاده می‌شد، اما بدون هیچ گونه فرایند سخت شدن یا حرارت دادن؛ در نتیجه، این فنرها به تدریج ضعیف می‌شدند و ساعت شروع به از دست دادن زمان می‌کرد. برخی از ساعت‌سازان، مانند جان آرنولد، از طلا استفاده می‌کردند که مشکل خوردگی را برطرف می‌کرد، اما مشکل تضعیف تدریجی را همچنان داشت. فولاد سخت و حرارت دیده برای اولین بار توسط جان هریسون استفاده شد و متعاقباً تا قرن بیستم به عنوان ماده انتخابی باقی ماند.
در سال ۱۸۳۳، ای.جی. دنت (سازنده ساعت بزرگ مجلس عوام) با یک فنر رقاصک شیشه‌ای آزمایش کرد. این فنر بسیار کمتر از فولاد تحت تأثیر گرما قرار می‌گرفت و نیاز به جبران را کاهش می‌داد و همچنین زنگ نمی‌زد. آزمایش‌های دیگر با فنرهای شیشه‌ای نشان داد که ساخت آنها دشوار و پرهزینه است و از تصور گسترده‌ای از شکنندگی رنج می‌برند که تا زمان مواد فایبرگلاس و فیبر نوری ادامه داشت. فنرهای مویی ساخته شده از سیلیکون اچ‌شده در اواخر قرن بیستم معرفی شدند و مستعد مغناطیسی شدن نیستند.

## اثر دما
مدول کشسانی مواد به دما بستگی دارد. برای اکثر مواد، این ضریب دمایی به اندازه‌ای بزرگ است که تغییرات دما به‌طور قابل توجهی بر زمان‌سنجی چرخ رقاصک و فنر رقاصک تأثیر می‌گذارد. اولین سازندگان ساعت با فنرهای رقاصک، مانند هوک و هویگنس، این اثر را مشاهده کردند اما راه حلی برای آن پیدا نکردند.
هریسون، در طول توسعه کرونومتر دریایی خود، این مشکل را با یک «مهار جبرانی» حل کرد - اساساً یک دماسنج دو فلزی که طول مؤثر فنر رقاصک را به عنوان تابعی از دما تنظیم می‌کرد. در حالی که این طرح به اندازه کافی خوب کار می‌کرد تا به هریسون اجازه دهد استانداردهای تعیین شده توسط قانون طول جغرافیایی را برآورده کند، اما به‌طور گسترده پذیرفته نشد.
حدود سال ۱۷۶۵، پیر لو روی (پسر جولین لو روی) رقاصک جبرانی را اختراع کرد که به روش استاندارد برای جبران دما در ساعت‌ها و کرنومترها تبدیل شد. در این روش، شکل رقاصک تغییر می‌کند یا وزنه‌های تنظیم روی پره‌ها یا لبه رقاصک توسط یک مکانیزم حساس به دما جابجا می‌شوند. این گشتاور لختی رقاصک را تغییر می‌دهد و تغییر به گونه‌ای تنظیم می‌شود که تغییر در مدول کشسانی فنر رقاصک را جبران کند. طراحی تعادل جبرانی توماس earnshaw، که به سادگی شامل یک چرخ تعادل با لبه دو فلزی است، به راه حل استاندارد برای جبران دما تبدیل شد.

## الینوار
در حالی که رقاصک جبرانی به عنوان راهی برای جبران تأثیر دما بر فنر رقاصک مؤثر بود، اما نمی‌توانست یک راه حل کامل ارائه دهد. طراحی اولیه از «خطای دمای متوسط» رنج می‌برد: اگر جبران برای دقیق بودن در دماهای شدید تنظیم شود، در دماهای بین این دو حد، کمی خاموش خواهد بود. سازوکارهای مختلف «جبران کمکی» برای جلوگیری از این امر طراحی شده‌اند، اما همه آنها از پیچیده بودن و تنظیم دشوار رنج می‌برند.
حدود سال ۱۹۰۰، یک راه حل اساساً متفاوت توسط چارلز ادوارد گیوم، مخترع الینوار، ایجاد شد. این یک آلیاژ نیکل-فولاد است با این ویژگی که مدول کشسانی اساساً تحت تأثیر دما قرار نمی‌گیرد. ساعتی که به فنر رقاصک الینوار مجهز شده باشد، به هیچ وجه یا خیلی کم به جبران دما نیاز ندارد. این سازوکار را ساده می‌کند و همچنین به این معنی است که خطای دمای متوسط نیز حذف می‌شود یا حداقل به شدت کاهش می‌یابد.

## برابرزمانی
یک فنر رقاصک از قانون هوک پیروی می‌کند: گشتاور بازگرداننده با جابجایی زاویه‌ای متناسب است. وقتی این ویژگی دقیقاً رعایت شود، گفته می‌شود که فنر رقاصک همزمان است و دوره نوسان مستقل از دامنه نوسان است. این یک ویژگی ضروری برای زمان‌سنجی دقیق است، زیرا هیچ سیستم انتقال نیروی مکانیکی نمی‌تواند نیروی محرکه کاملاً ثابتی را فراهم کند. این امر به ویژه در ساعت‌ها و ساعت‌های قابل حمل که توسط یک فنر اصلی تغذیه می‌شوند صادق است، که با باز شدن نیروی محرکه کمتری را فراهم می‌کند. یکی دیگر از دلایل تغییر نیروی محرکه، اصطکاک است که با افزایش سن روغن روان‌کننده تغییر می‌کند.
ساعت‌سازان اولیه به صورت تجربی به روش‌هایی دست یافتند تا فنرهای رقاصک خود را همزمان کنند. به عنوان مثال، آرنولد در سال ۱۷۷۶ یک شکل مارپیچ (استوانه‌ای) از فنر رقاصک را به ثبت رساند، که در آن انتهای فنر به سمت داخل پیچیده شده بود. در سال ۱۸۶۱ ام. فیلیپس یک بررسی نظری از این مشکل منتشر کرد. او نشان داد که فنر رقاصکی که مرکز ثقل آن با محور چرخ رقاصک منطبق است همزمان است.
در عمل عمومی، رایج‌ترین روش برای دستیابی به برابرزمانی (ایزوکرونیسم) از طریق استفاده از سیم‌پیچ برگوئت است که بخشی از بیرونی‌ترین دور فنر مویی را در صفحه متفاوتی از بقیه فنر قرار می‌دهد. این اجازه می‌دهد تا سیم‌پیچ مویی با چرخش چرخ رقاصک به‌طور یکنواخت‌تر و متقارن‌تر منبسط و منقبض شود. دو نوع سیم‌پیچ بیش از حد یافت می‌شود - سیم‌پیچ تدریجی و خمیدگی Z. سیم‌پیچ تدریجی با اعمال دو پیچش تدریجی به فنر مویی به دست می‌آید و در نیمی از محیط به سطح دوم می‌رسد. خمیدگی Z این کار را با اعمال دو گره با زوایای ۴۵ درجه مکمل انجام می‌دهد و در حدود سه ارتفاع بخش فنر به سطح دوم می‌رسد. روش دوم به دلایل زیبایی‌شناسی انجام می‌شود و انجام آن بسیار دشوارتر است. با توجه به سختی تشکیل یک سیم‌پیچ بیش از حد، ساعت‌های مدرن اغلب از «پای سگ» کمی کمتر مؤثر استفاده می‌کنند که از یک سری خم‌های تیز (در صفحه) برای قرار دادن بخشی از بیرونی‌ترین سیم‌پیچ از بقیه فنر استفاده می‌کند.

## دوره نوسان
فنر تعادل و چرخ تعادل (که معمولاً به آن به سادگی تعادل گفته می‌شود) یک نوسانگر هارمونیک را تشکیل می‌دهند. فنر تعادل یک گشتاور بازگرداننده ایجاد می‌کند که حرکت تعادل را محدود و معکوس می‌کند تا به جلو و عقب نوسان کند. دوره تشدید آن باعث می‌شود که در برابر تغییرات ناشی از نیروهای مزاحم مقاوم باشد، و این همان چیزی است که آن را به یک دستگاه زمان‌سنجی خوب تبدیل می‌کند. سختی فنر، ضریب فنر آن، {\displaystyle \kappa \,} در N·m/radian^2، همراه با گشتاور لَختی چرخ تعادل، 𝐼 در {\displaystyle I\,} in kg·m2، دوره نوسان چرخ 𝑇 را تعیین می‌کند. معادلات حرکت برای تعادل از شکل زاویه‌ای قانون هوک و شکل زاویه‌ای قانون دوم نیوتن به دست می‌آید:
{\displaystyle \tau =-\kappa \theta =I\alpha \,\ .}
𝛼 شتاب زاویه‌ای، {\displaystyle d^{2}\theta \,/dt^{2}} است. معادله دیفرانسیل زیر برای حرکت چرخ از تنظیم مجدد معادله فوق به دست می‌آید:
{\displaystyle {\frac {d^{2}\theta }{dt^{2}}}+{\frac {\kappa }{I}}\theta =0\,}
راه حل این معادله حرکت برای تعادل، حرکت هارمونیک ساده است؛ یعنی یک حرکت سینوسی با دوره ثابت:
{\displaystyle \theta (t)=A\cos \left({\sqrt {\frac {\kappa }{I}}}t\right)+B\sin \left({\sqrt {\frac {\kappa }{I}}}t\right)\,}
بنابراین، معادله زیر برای تناوب نوسان را می‌توان از نتایج فوق استخراج کرد:
{\displaystyle T=2\pi {\sqrt {\frac {I}{\kappa }}}\,}
این دوره سرعت ساعت را کنترل می‌کند.